# Eurocon
Eurocon è una convention annuale di fantascienza. Il comitato organizzatore di ogni Eurocon viene scelto tramite votazione dai partecipanti all'evento precedente con una procedura coordinata dalla European Science Fiction Society. La prima Eurocon si è tenuta a Trieste nel 1972. Durante la convention vengono assegnati i premi alle migliori opere di fantascienza.

## Edizioni[4]
| #  | Cognome                                                           | Anno | Posizione                                                  | Ospiti d'onore |
| -- | ----------------------------------------------------------------- | ---- | ---------------------------------------------------------- | --- |
| 1  | Eurocon 1                                                         | 1972 | Italia, Trieste                                            | John Brunner |
| 2  | Eurocon 2                                                         | 1974 | Francia, Grenoble                                          | |
| 3  | Eurocon 3                                                         | 1976 | Polonia, Poznań                                            | Brian Aldiss |
| 4  | Eurocon 4                                                         | 1978 | Belgio, Bruxelles                                          | A.E. van Vogt, Alexander Zinoviev, Angélica Gorodischer, Frank Kelly Freas |
| 5  | Eurocon 5                                                         | 1980 | Italia, Stresa                                             | |
| 6  | Eurocon 6                                                         | 1982 | Germania Ovest, Mönchengladbach                            | John Brunner, Wiktor Bukato, Wolfgang Jeschke, Josef Nesvadba, Kathinka Lannoy |
| 7  | Eurocon7                                                          | 1983 | Jugoslavia, Lubiana                                        | |
| 8  | Seacon '84 = Eastercon 35                                         | 1984 | Regno Unito, Brighton                                      | Roger Zelazny, Pierre Barbet, Waldemar Kumming, Josef Nesvadba, Christopher Priest.. Philip José Farmer è stato invitato ma gli è stato impedito di partecipare.                                                                              |
| 9  | Ballcon                                                           | 1986 | Jugoslavia, Zagabria                                       | Sam Lundwall |
| 10 | Eurocon 1987                                                      | 1987 | Francia, Montpellier                                       | |
| 11 | Eurocon 1988                                                      | 1988 | Ungheria, Budapest                                         | |
| 12 | Eurocon 1989                                                      | 1989 | San Marino                                                 | Frederik Pohl, Norman Spinrad |
| 13 | Eurocon 1990                                                      | 1990 | Francia, maiolica                                          | David Brin |
| 14 | Cracon = Polcon 1991                                              | 1991 | Polonia, Cracovia                                          | |
| 15 | FreuCon XII                                                       | 1992 | Germania, Freudenstadt                                     | John Brunner, Iain Banks, Norman Spinrad, Daniel Walther |
| 16 | Elicona = Eastercon 44                                            | 1993 | Regno Unito, Jersey                                        | John Brunner, George RR Martin, Karel Thole, Larry van der Putte |
| 17 | Eurocon 1994                                                      | 1994 | Romania, Timisoara                                         | John Brunner, Herbert W. Franke, Joe Haldeman, Moebius |
| 18 | Intersezione = Worldcon 1995 = Interthingy 1                      | 1995 | Regno Unito, Glasgow                                       | Samuel R. Delany, Gerry Anderson, Les Edwards e Vin¢ Clarke |
| 19 | Icona lituana                                                     | 1996 | Lituania, Vilnius                                          | |
| 20 | Ottocon 8                                                         | 1997 | Irlanda, Dublino                                           | Harry Harrison, Chris Reed |
| 21 | Trinità                                                           | 1999 | Germania, Dortmund                                         | Terry Pratchett, Harry Harrison, Ian Watson, Roger MacBride Allen e Eric A. Stillwell |
| 22 | Tricittà 2000                                                     | 2000 | Polonia, Danzica                                           | |
| 23 | Atlantycron                                                       | 2001 | Romania, Capidava                                          | Norman Spinrad, Joe Haldeman, Ion Hobana, and David Lewis Anderson |
| 24 | Parkon 2002                                                       | 2002 | Repubblica Ceca, Chotěboř                                  | George RR Martin, Robert Holdstock, Jim Burns, Myra Cakan, Kir Bulychev, Andrzej Sapkowski, Rafał Ziemkiewicz, Ernst Uleck, Isobel Carmody, William King, Jaroslav Velinský, Phillipe Coriat, Ondřej Neff, Klaus N. Frick e Martina Pilcerova |
| 25 | Fincon 2003                                                       | 2003 | Finlandia, Turku                                           | Michael Swanwick, Steve Sansweet, Karolina Bjällerstedt Mickos, Boris Hurtta, Jonathan Clements, Björn Tore Sund |
| 26 | Bulgacon                                                          | 2004 | Bulgaria, Filippopoli                                      | Robert Sheckley, Ian Watson, Sergei Lukyanenko, Andrzej Sapkowski, Roberto Quaglia e Patrick Gyger |
| 27 | Interazione = Worldcon 2005 = Interthingy 2                       | 2005 | Regno Unito, Glasgow                                       | Greg Pickersgill, Christopher Priest, Robert Sheckley, Lars-Olov Strandberg e Jane Yolen |
| 28 | Portale 28                                                        | 2006 | Ucraina, Kiev                                              | Harry Harrison, Andrzej Sapkowski |
| 29 | Eurocon 2007                                                      | 2007 | Danimarca, Copenaghen                                      | Anne McCaffrey, Stephen Baxter, Zoran Živković, David A. Hardy e Niels Dalgaard |
| 30 | Eurocon 2008 = RosCon = Euroscon = Interpresscon                  | 2008 | Russia, Mosca                                              | Harry Harrison, Sergei Vasilyevich Lukyanenko |
| 31 | Deepcon 10 = Italcon 35                                           | 2009 | Italia                                                     | Giuseppe Lippi, Lolita Fatjo, Marina Sirtis, Anthony Simcoe, Max Grodénchik, Larry Nemecek, Janet Nemecek, Ian Watson, Sergey Lukyanenko, Bruce Sterling, Geoffrey Landis, Mary Turzillo                                                      |
| 32 | Polcon 2010 = Parcon 2010                                         | 2010 | Repubblica Ceca, Český Těšín e Polonia, Cieszyn            | Juraj Cervenak, Andrzej Sapkowski, Miroslav Zamboch, Orson Scott Card |
| 33 | Eurocon 2011                                                      | 2011 | Svezia, Stoccolma                                          | Elizabeth Bear, Ian McDonald, John-Henri Holmberg, Jukka Halme |
| 34 | SFeraKon                                                          | 2012 | Croazia, Zagabria                                          | Tim Powers, Charles Stross, Dmitry Glukhovsky, Darko Macan, Cheryl Morgan, Joanna Russ, Andre Norton |
| 35 | Eurocon 2013                                                      | 2013 | Ucraina, Kiev                                              | Chris Priest, Andriy Valentynov, Olga Gromyko, Andriy Dmytruk, Maryna e Serhiy Dyachenko, Henry Lion Oldie, Vadim Panov |
| 36 | Shamrokon                                                         | 2014 | Irlanda, Dublino                                           | Jim Fitzpatrick, Seanan McGuire, Andrzej Sapkowski, Ylva Spangberg |
| 37 | Eurocon 2015                                                      | 2015 | Russia, San Pietroburgo                                    | Joe Abercrombie, Michael Stackpole, Jukka Halme, Pavel Vinogradov |
| 38 | Bcon                                                              | 2016 | Spagna, Barcellona                                         | Aliette de Bodard, Richard Morgan, Péter Michaleczky, Enrique Corominas, Andrzej Sapkowski, Johanna Sinisalo, Rosa Montero, Rhianna Pratchett                                                                                                 |
| 39 | U.con                                                             | 2017 | Germania, Dortmund                                         | Aleksandar Žiljak, Andreas Eschbach, Autun Purser, Dave Hutchinson |
| 40 | Nemo 2018                                                         | 2018 | Francia, Amiens                                            | |
| 41 | TitanCon 2019                                                     | 2019 | Regno Unito, Belfast                                       | |
| 42 | FuturiCon 2020                                                    | 2020 | Croazia, Rijeka (detenuta virtualmente a causa del Corona) | Ivica Puljak, Adrian Tchaikovsky, Ivana Delač |
| 43 | EuroCon/ItalCon/DeepCon (a causa del Corona solo a novembre 2021) | 2021 | Fiuggi, Italia                                             | Marco Casolino, Giuliano Giuffrida, Shun Iwasawa, Hanne Madeleine Paine, Maurizio Manzieri, Chase Masterson, Ian McDonald, Eric A. Stillwell, Licia Troisi                                                                                    |
| 44 | LuxCon                                                            | 2022 | Dudelange, Lussemburgo                                     | Arkady Martine, Aliette de Bodard, Vivian Shaw, Peadar Ó Guilín, Bernhard Hennen, Robert Corvus, Agnieszka Hałas, Gunilla Jonsson e Michael Petersén Virtual Guests: Marieke Nijkamp, Kai Meyer, Andreas Eschbach, Tommy Krappweis            |
| 45 | Konflikt                                                          | 2023 | Uppsala, Svezia                                            | Martha Wells, Francesco Verso, Merja Polvinen, Johan Egerkrans |
| 46 | Erasmuscon                                                        | 2024 | Rotterdam, Paesi Bassi                                     | Bo Balder, Jasper Fforde, Andrzej Sapkowski |
| 47 | Arcipelago 2                                                      | 2025 | Mariehamn, Isole Åland, Finlandia                          | Jeff VanderMeer, Ann VanderMeer, Mats Strandberg, Emmi Itäranta |

## Premi assegnati[6]

### 1972 European SF Awards: Trieste
I primi Eurocon Awards furono originariamente assegnati come premi alle opere presentate alla convention stessa stati assegnati ad autori e pubblicazioni europei
Premi speciali
- Artista: Karel Thole (Italia)

- Rivista professionale specializzata: Nueva Dimensión (Spagna)
- Rivista Professionale Non Specializzata: Viata Romaneasca (Romania)
- Fanzine: Speculations (Regno Unito)
- Fumetti: Lone Sloane, di Philippe Druillet (Francia)

Premi
- Romanzo:

Belgio – Sam, Paul Van Herck; Francia – Ortog et les ténèbres, Kurt Steiner; Ungheria – A Feladat, Peter Zsoldos  Italia – Autocrisi, Pierfrancesco Prosperi; Paesi Bassi – De Naakten en de Speyers, Jacob Carossa; Romania – Va cauta untaur, Sergiu Farcasan; Spagna – Amor en una Isla Verde, Gabriel Bermúdez; Svezia – Deta är Verkligheten, Bertil Matensson; Regno Unito – All Judgment Fleed, James White
- Storia breve:

Belgio – De 8 jaarlijkse God Eddy C. Bertin; Francia – L'Assassinat de l'Oiseau Bleu, Daniel Walther; Ungheria – Sempiternin, Lajos Mesterhazi; Italia – Dove Muore l'Astragalo, Livio Horrakh; Paesi Bassi – Egeïsche Zee Carl Lans; Romania – Altarul Zeilor Stohastici Adrian Rogoz; Svezia – Sranget, Carl Johan Holzhausen; Regno Unito – Lucifero, Edwin Charles Tubb;
- Produzione drammatica:

Danimarca – Man Den, Der Tankte Ting; Italia – La Ragazza di Latta di Marcello Aliprandi; Paesi Bassi – De Kleine Mannetjes van Mars (Gioco radiofonico per bambini); Svezia – Scadenza (Film); Regno Unito – UFO (serie TV);
- Artista:

Francia – Jean-François Jamoul; Ungheria – Andras Miklos Saros; Paesi Bassi – N. van Welzenes; Romania – Nicolae Saftoiu; Spagna – Enrique Torres (Enric); Svezia – Sven O. Gripsborn; Regno Unito – Arthur Thompson (Atom);
- Rivista Professionale Specializzata: Spagna – Galassia
- Rivista professionale non specializzata:

Belgio – Ciso – SF & Comics; Francia – Le Magazine Litteraire: La Science-Fiction; Italia – Fena rete: Fantascienza & Futuribile; Paesi Bassi – Stripschrift: SF & Comics; Spagna – Yorick: Teatro y Ciencia-Ficcion;
- Fanzine:

Austria – Quarber Merkur ; Belgio – Cosmos; Francia – Nyarlathotep; Ungheria – SF Tajekoztato; Italia – Notiziario CCSF; Paesi Bassi – Olanda-SF; Romania – Solaris; Spagna – Fondazione; Svezia – Forum di San Francisco; Turchia – Antares;
- Fumetti:

Belgio – Yoko Tsuno, R. Leloup; Paesi Bassi – Arman en Ilva, Il re Tjong; Spagna – Haxtur, Victor de la Fuente; Svezia – Blixt Gordon, Lars Olsson;
- Saggio, biografia, bibliografia:

Ungheria – A Fantazia Irodalma, Laszlo Urban; Paesi Bassi – 100 anni SF in Olanda, Dick Scheepstra; Romania – Virsta de Aur an Anticipatiei Romanesti, Ion Hobana ; Spagna – La SF: Contramitologia del Siglo XX, Carlo Frabetti (Saggio); Ray Bradbury-Humanista del Futuro, Jose Luis Garci (Libro); Svezia – Articoli di fantascienza su 'Sydsvenska Dagbladet', Sven Christer Swahn;

### Premi Europei SF 1976: Poznań, Polonia
- Belgio – Jacques van Herp
- Bulgaria – Liuben Dilov
- Danimarca – Jannick Storn
- Francia – Gerard Klein
- Repubblica Democratica Tedesca – Gerhardt Brandstner
- Ungheria – Peter Zsoldos
- Italia – Karel Thole
- Norvegia – Peter Harris
- Polonia – Czesław Chruszczewski
- Romania – Vladimir Colin
- Unione Sovietica – Yeremey Parnov
- Spagna – Miguel Masriera
- Svezia – Roland Aldenberg
- Regno Unito – Brian W. Aldiss
- Germania Ovest – Herbert W. Franke
- Jugoslavia – Ivan Lalic
- Paesi Bassi – Casa editrice Bruna
- Belgio – Ides et Autres (antologie di traduzioni)
- Cecoslovacchia – Interpress Magazin

Premi speciali
- Risultati letterari permanenti: Stanisław Lem (Polonia)
- Risultati artistici: Alexei Leonov (per i suoi dipinti cosmici)
- Premio Speciale della Giuria: Mircea Opriţă (Romania)

### Premi Europei SF 1978: Bruxelles, Belgio
Premi per la fantascienza
- Serie: Ailleurs et demain Robert Laffont (Francia)
- Antologia: Planète socialiste Kesselring (Svizzera)
- Romanzo: Les hauteurs béantes Alexandru Zinoviev (Dissidente sovietico)
- Collezione: Aerei a volo basso JG Ballard (Regno Unito)
- Rivista professionale: Futurs (Francia)
- Rivista semiprofessionale: Orbit (Paesi Bassi)
- Fanzine: Zikkurath (Spagna)
- Saggio: Le frontiere dell'ignoto Vittorio Curtoni
- Ciclo di romanzi: La Saga de los Aznar George H. White (Spagna)
- Artista: Chris Foss (Regno Unito)
- Fumetti: Mailis Claude Auclair (Francia)
- Film: L'uomo che cadde sulla Terra di Nicolas Roeg (Regno Unito)
- Gioco: Sodomaquina Carlo Frabetti (Spagna)
- Traduttore: Zoran Zivkovic (Jugoslavia)

Premio Fantastic & Fantasy
- Editore: Marabout (Belgio)
- Antologi: Jacques Goimard & Roland Stragliati (Francia)
- Romanzo: La foresta proibita Mircea Eliade (Romania)
- Collana: Derrière le mur blanc Eddy C. Bertin (Belgio)
- Rivista professionale: Terzo Occhio (Italia)
- Rivista semiprofessionale: Cahiers Jean Ray (Belgio)
- Fanzine: Odyssée (Belgio)
- Saggio: Un nouveau fantastique Jean Pierre Baronian (Belgio)
- Ciclo di romanzi: Bob Morane Henri Vernes (Belgio)
- Artista: Gaston Bogaert (Belgio)
- Fumetti: Il dono Roberto Bonadimani (Italia)
- Attore cinematografico: Paul Naschy (Spagna)
- Drammaturgo: Sławomir Mrożek (Polonia)
- Traduttore: Roberta Rambelli (Italia)

### Premi Europei SF 1980: Stresa, Italia
- Romanzo: Il drago bianco Anne McCaffrey (Regno Unito); Babel Vladimir Colin (Romania)
- Storia: Der Rote Kristallplanet Gerd Maximovic (Germania Ovest); Evadarea lui Algemon Gheorghe Sasarman (Romania)
- Artista: Franco Storchi (Italia); Roger Dean (Regno Unito)
- Editore: Editrice Nord (Italia); Krajowa Agencja Wydawnicza (KAW) (Polonia)
- Fanzine: SF...ere (Italia); Omicron (Romania)
- Film: Scontri stellari oltre la terza dimensione (Starcrash ) di Luigi Cozzi (Italia); Čovjek koga treba ubiti di Veljko Bulajić (Jugoslavia)
- Fumetti: Rosa di stelle Roberto Bonadimani (Italia); In lumea lui Harap Alb Sandu Florea (Romania)

Premi speciali
- Autore: John Brunner (Regno Unito); Stanisław Lem (Polonia)
- Artista: Karel Thole (Italia)
- Saggio: 20.000 pagine alla ricerca di Jules Verne Ion Hobana (Romania); Lovecraft S. Fusco e G. de Turris (Italia)
- Miglior Opera Esposta: Oliviero Berni (Italia)

### Premi Europei SF 1982: Mönchengladbach, Germania Ovest
- Autore: Arkady e Boris Strugatsky (Unione Sovietica); Jacques Sadoul (Francia); John Brunner (Regno Unito)
- Rivista professionale: Antares (Francia)
- Fanzine: Shards of Babel (Paesi Bassi)
- Editore: Heyne (Germania Ovest); KAW (Polonia)

### Premi Europei SF 1983: Lubiana, Jugoslavia
- Autore: Istvan Nemere (Ungheria); Christopher Priest (Regno Unito)
- Rivista professionale: Fantastyka (Polonia); Solaris (Germania Ovest)
- Libro: Ljudju, zvezde, vesolja – Bajt (Jugoslavia); Sdvig – Scherbakov (Unione Sovietica)
- Fanzine: Shards of Babel (Paesi Bassi); Kvazar (Polonia)
- Editore: Tehniska Zalozba Slovenije (Jugoslavia); Galaktika (Bulgaria)

### Premi europei SF 1984: Brighton, Regno Unito (SeaCon'84)
- Premio Speciale: Science in SF Nicholls, Langford e Stableford (Regno Unito); Centro internazionale per la documentazione sulla letteratura dell'etrange (Belgio); Eremej Parnov (Unione Sovietica)
- Romanziere: John Brunner (Regno Unito); Gianluigi Zuddas (Italia); Janusz Zajdel (Polonia)
- Scrittore di racconti: JG Ballard (Regno Unito); A. de Ceglie (Italia); Kir Bulychev (Unione Sovietica)
- Artista: D. Hardy (Regno Unito); G. Festino (Italia); R. Wojtyński (Polonia)
- Editore: Gollancz (Regno Unito); Fleuve Noir (Francia); Mir (Unione Sovietica)
- Rivista professionale: Foundation (Regno Unito); Narrativa (Francia); Sirio (Jugoslavia)
- Fanzine: Epsilon (Regno Unito); Andromeda Nachrichten (Germania Ovest); Elio (Romania)
- Sceneggiatore: Rainer Erler (Germania Ovest); Chinghiz Aitmatov (Unione Sovietica)
- Regista: Piotr Szulkin (Polonia); Marcell Jankovics (Ungheria)

### Premi europei SF 1986: Zagabria, Jugoslavia (Ballcon)
- Premio Speciale: Iskry (Polonia); Solfanelli Editore (Italia)
- Rivista: Urania (Italia); Sirio (Jugoslavia); Fantastika (Polonia); Galaktika (Ungheria); Jules Verne Magazinet (Svezia); Zápisník (Cecoslovacchia)
- Fanzine: La Spada Spezzata (Italia); Fikcje (Polonia); Ikarie XB (Cecoslovacchia)
- Editore: Heyne Verlag (Germania); Gollancz (Regno Unito); Denoël (Francia); Alfa (Polonia); Mora (Ungheria); Fanucci (Italia)
- Televisione: Bogdanoff
- Postumo: Julia Verlanger; Janusz Zajdel

### Premi Europei SF 1987: Montpellier, Francia
Bulgaria
- Autore: Liubomor Nikolov (per il romanzo Earthform in the Summerwind)
- Artista: Rumine Urumov

Francia
- Successo letterario permanente: Michel Jeury
- Collezione: Yves Fremion (per la raccolta di racconti Reves du sable, chateaux de sang)
- Comico: Pierre Christin e Jean-Claude Mézières (per la serie di fumetti Valerian)
- Serie: Ailleurs et demain – A cura di Gerard Klein (Robert Laffont)

Repubblica Democratica Tedesca
- Lichtjahr - almanacco a cura di Eric Simon

Ungheria
- Autore: Miklos Monus (per il romanzo Lui e tutto)
- Artista: Csaba Jancso (per lavoro grafico)
- Editore: Casa editrice Nepszava
- Fanzine: Metamorphozis

Italia
- Autore: Renato Pestriniero (per il romanzo Il nido al di la dell'ombra)
- Collana: Cosmo Argento – A cura di Piergiorgio Nicolazzini (Editrice Nord)
- Rivista: Dimensione Cosmica
- Traduzioni: Annarita Guarnieri

Polonia
- Successo letterario permanente: Wiktor Żwikiewicz
- Editore: Casa editrice Iskry
- Fanzine: Feniks

Portogallo
- Autore: João Aniceto (per il romanzo O desafio)
- Saggio: Alvaro de Sousa Holstein Ferreria e Joao Manuel Morais per la loro Bibliografia da Ficcão Científica e Fantasia Portuguesa
- Serie: Contacto, a cura di Joao Manuel Barreiros (Gradiva)

Romania
- Successo letterario permanente: Victor Kembach
- Autore: Cristian Tudor Popescu (per i suoi racconti)
- Serie: Fantastic Club, serie ("Albatros")
- Fanzine: Paradosso

Unione Sovietica (URSS)
- Successo letterario permanente: Arkady e Boris Strugatsky
- Autore: Vitali Babenko (per i suoi racconti)
- Serie TV: Gherghi Gretchko, per la serie TV Fantastic World
- Editore: Casa editrice Detskaia Literatura
- Rivista: Prostor
- Traduzione: Maria Ossintseva

Spagna
- Fanzine: Transito

### Premi Europei SF 1989: San Marino
Bulgaria
- Successo letterario permanente: Vessella Lutzkanova
- Artista: Plamen Avramov
- Rivista: FEP ("Fantastika, Evristika, Prognostika")

Finlandia
- Autore: Karl Nenonen
- Editore: Casa Editrice Ursa
- Rivista: Portti

Ungheria
- Successo letterario permanente: Laszlo L. Lorincz
- Autore: Hugo Preyer (per il romanzo Galaktikai jatekom)
- Artista: Ivan Marko
- Editore: Casa editrice Vega
- Rivista: Elisir

Italia
- Successo letterario permanente: Lino Aldani
- Risultati artistici permanenti: Karel Thole
- Promotore: Ernesto Vegetti
- Editore: Casa Editrice Marino Solfanelli
- Rivista: Urania

Polonia
- Critico: Andrzej Niewiadowski
- Artista: Dariusz Chojnacki
- Editore: Casa Editrice Alfa
- Riviste Fantasyka, MalaFantasyka, Fantasyka Comics

Portogallo
- Autore: Romeu de Melo
- Editore: Livros do Brasil (per la serie Argonauta)

Romania
- Successo letterario permanente: Vladimir Colin
- Artista: Traian Abruda e Cornel Ionicelli
- Critico: Cornel Robu (per l'edizione critica dell'opera di Victor Anestin)
- Rivista: Romanian Review (per il numero dedicato alla fantascienza rumena)
- Fanzine: Helion

Unione Sovietica (URSS)
- Autore e sceneggiatore: Karen Shahnasarov
- Editore: Casa editrice Sovetscaia Rossia

Spagna
- Autore: Carlos Cidoncha
- Fanzine: Berserkr

Jugoslavia
- Artista: Igor Kordey

- Bibliografia: Zivko Prodanovich (per la sua bibliografia SF in Braille)

### Premi Europei SF 1990: Fayence, Francia
Gruppo di personaggi famosi
- Miglior autore: Romulus Barbulescu e George Anania (Romania)
- Miglior artista: Philippe Druillet (Francia)
- Miglior editore: Wiktor Bukato (Polonia)
- Miglior rivista: Ikarie (Cecoslovacchia)
- Miglior promotore: Boris Zavgorodni (URSS)

Premi di incoraggiamento
- Cecoslovacchia: Martin Zhouf
- Francia: Bernard Simonay
- Ungheria: Joszef Nemeth
- Romania: Mihail Gramescu
- URSS: Coppia Lukin

### Premi europei SF 1991: Cracovia, Polonia (CraCon/PolCon)
Gruppo di personaggi famosi
- Miglior Autore: Stanisław Lem (Polonia)
- Miglior Artista: Kája Saudek (Cecoslovacchia)
- Miglior editore: Unwin/Hyman (Regno Unito)
- Miglior rivista: Interzone (Regno Unito)
- Miglior Promotore: Kees van Toorn (Paesi Bassi)

Premi di incoraggiamento
- Belgio – Johan Desseyn
- Bulgaria – Val Todorov
- Cecoslovacchia – Vilma Kadlečková
- Germania – Maria J. Pfamnholz
- Italia – Daniele Vecchi
- Lituania – Evaldas Livthevicius
- Paesi Bassi – Paul Harland
- Romania – Alexandru Ungureanu (nuovo scrittore)
- Regno Unito – Eric Brown
- URSS – Andrei Lazarchuk
- Romania – Tudor Popa (nuovo artista)

Premio speciale al merito
- Piotr W. Cholewa e Piotr "Raku" Rak - riconoscono il loro lavoro per il fandom internazionale

### Premi europei SF 1992: Freudenstadt, Germania (FreuCon XII)
Gruppo di personaggi famosi
- Miglior autore: Arkady e Boris Strugatsky (Russia)
- Miglior artista: Teodor Rotrekl (Cecoslovacchia)
- Miglior editore: Wilhelm Heyne Verlag (Germania)
- Miglior rivista: Foundation (Regno Unito)
- Miglior promotore: Alexandre Hlinka & Vladimír Veverka (Cecoslovacchia)

Premio di incoraggiamento
- Romania – Danut Ungureanu

### Premi europei SF 1993: Saint Helier, Jersey (Helicon)
Gruppo di personaggi famosi
- Miglior autore: Iain Banks (Regno Unito)
- Migliorartista: Jim Burns (Regno Unito)
- Miglior editore: Phantom Press International (Polonia)
- Miglior magazine: Anticipatia (Romania)
- Miglior promotore: Larry van der Putte (Paesi Bassi)

Premi Spirito di dedizione
- Miglior fanzine: BEM (Spagna)
- Miglior opera d'arte: Gilles Francescano (Francia)

Premi di incoraggiamento
- Belgio: Fons Boelanders
- Francia: Jean Pierre Planque
- Ungheria: G. Nagy Pal
- Italia: Paolo Brera
- Norvegia: Catone Sture
- Polonia: Radosław Dylis
- Russia: Vasily Zvygintsev
- Slovacchia: Josef Zamay
- Spagna: Paco Roca
- Ucraina: Ludmilla Kozinets
- Regno Unito: Sue Thomas

Premi Europei SF 1994: Timișoara, Romania
gruppo di personaggi famosi
- Miglior autore: Boris Shtern (Ucraina)
- Miglior artista: Dimitre Iankov (Bulgaria)
- Miglior editore: Nemira (Romania)
- Miglior rivista: Jurnalul SF (Romania)
- Migliorpromotore: Cornel Secu (Romania)

Premio onorario
- Ivailo Runev (Bulgaria – autopsia)

Premi Spirito di dedizione
- Miglior fanzine: Concatenazione di fatti scientifici e fantascienza ; (Regno Unito)
- Miglior performance: Laser Show di Adrian Budritzan (Romania)
- Miglior opera d'arte: Tudor Popa (Romania)

Premi di incoraggiamento
- Bulgaria: Christo Poshtakov (nuovo autore)
- Finlandia: Risto Isomaki (nuovo autore)
- Regno Unito: Jeff Noon (nuovo autore)
- Ucraina: Lev Vershenen (nuovo autore)
- Romania: Tudor Popa (nuovo artista)

Premio speciale
- Alexandru Mironov (Romania) – per il suo contributo a EuROCon '94

### Premi europei SF 1995: Glasgow, Scozia (Intersection)
Gruppo di personaggi famosi
- Miglior Autore: Alain le Bussy (Belgio)
- Miglior Artista: Juraj Maxon (Slovacchia)
- Miglior editore: Babel Publications (Paesi Bassi)
- Miglior rivista: Andromeda Nachrichten (Germania)
- Miglior Promotore: Jaroslav Olša, Jr. (Repubblica Ceca)

Premio di incoraggiamento
- Sebastian A. Mais (Romania)

### Premi europei di fantascienza 1996: Vilnius, Lituania (Lituanicon)
Gruppo di personaggi famosi
- Miglior autore: Andrzej Sapkowski (Polonia)
- Miglior artista: Denis Martynets (Ucraina)
- Miglior editore: Eridanas (Lituania)
- Miglior rivista: Alien Contact (Germania)
- Miglior promotore: Gediminas Beresnevicius (Lituania)
- Miglior traduttore: Aleksander Scherbakov (Russia)

Premio Spirito di dedizione
- Miglior Fanzine: SF-Journalen (Svezia – ed. Ahrvid Engholm)

Premi di incoraggiamento
- Marian e Sergei Diachenko (Ucraina)
- George Ceausu (Romania)

Premio speciale
- Igor Shaganov (Ucraina)